# 伏見宮貞敦親王
伏見宮貞敦親王（ふしみのみや さだあつしんのう）は、戦国時代の皇族。中務卿・式部卿。世襲親王家の伏見宮第6代当主。邦高親王の第一王子。母は今出川教季の女。後柏原天皇の猶子。
文亀2年（1502年）に元服。永正元年（1504年）に親王宣下。天文14年（1545年）に出家。法名澄空。

## 系譜
- 御息所：三条香子 - 三条実香の娘
  - 第一王子：邦輔親王（1513-1563）
  - 第二王子：寛欽法親王（1514-1563） - 勧修寺
  - 第三王子：堯尊法親王（?-1559） - 妙法院
  - 第四王子：任助法親王（1525-1584） - 仁和寺門跡
  - 第一王女：位子女王（1529-1616） - 二条晴良室
  - 第五王子：応胤入道親王（1531-1598） - 梶井円融房、天台座主、のち還俗
- 生母未詳
  - 第二王女：恵彭女王 - 安禅寺
  - 第三王女：尊智女王（?-1602） - 中宮寺住持
  - 第四王女：周恭女王 - 総持院